# Чекшур
Чекшур — деревня в Кезском районе Удмуртской республики.

## География
Находится в северо-восточной части Удмуртии на расстоянии приблизительно 2 км на запад по прямой от районного центра поселка Кез.

## История
Известна с 1873 года как починок Кезенской (Чишкогурт) с 4 дворами, в 1924 году здесь было отмечено 13 дворов. С 1932 года деревня. До 2021 года входила в состав Сосновоборского сельского поселения.

## Население
Постоянное население составляло 40 человек (1873), 89 (1924), 26 человек в 2002 году (удмурты 96 %), 31 в 2012.